# سانسور در ادبیات کودک و نوجوان پس از انقلاب ۵۷
سانسور در ادبیات کودک و نوجوان پس از انقلاب اسلامی ۱۳۵۷ زیر نظر هیأتی به نام هیئت نظارت بر کتاب کودک اعمال می‌شود. فعالیت این هیئت و صدور مجوز کتاب‌های کودک و نوجوان تا اواخر دههٔ هشتاد از طریق ادارهٔ کتاب وزارت فرهنگ و ارشاد اسلامی صورت می‌گرفت و با اصلاحی که در سال ۱۳۸۹ در مصوبهٔ ضوابط نشر کتاب صورت گرفت انتخاب نهایی و فعالیت اعضای این هیئت به شورای عالی انقلاب فرهنگی منتقل شد. کلیهٔ کتاب‌های کودک و نوجوان به منظور تطابق با آنچه که از سوی حکومت، فرهنگ ایرانی اسلامی نامیده می‌شود پیش از چاپ زیر نظر این هیئت بررسی می‌شود و در صورت نیاز اصلاح و سپس چاپ می‌شود.

## تعاریف و تاریخچه
سانسور به صورت تلاش حکومت، سازمان‌های خصوصی، فرد یا گروه برای جلوگیری از خواندن، دیدن و شنیدن آنچه که تصور می‌رود برای حکومت یا اخلاق عمومی خطرناک و زیانبار باشد، تعریف می‌شود. به عبارت دیگر، سانسور عملی است که بر اساس آن همه به طرف یک فرهنگ که مطلوب دولت است سوق داده می‌شوند و از ترویج فرهنگ‌های دیگر و افکار و عقاید دیگر جلوگیری می‌شود.

سانسور در ایران با اعمال نظر حکومتی بر مطبوعات آغاز شد و ناصرالدین‌شاه اولین فرمان سانسور مطبوعات را سال ۱۲۴۹ خورشیدی صادر کرد:
روزنامجات دولت علیه که در دارالخلافه بطبع می‌رسد مغایر سلیقهٔ ما و خالی از نتایج و فوایدی بود که در هر مملکت از روزنامه حاصل است. محمد حسین خان پیشخدمت و مترجم مخصوص را که از وضع روزنامجات خارجه و ترتیب اخبار و کیفیت انتشار آن اطلاعات کامل داشت باین خدمت مأمور فرمودیم که مطابق تعهدات خود از ابتدای سنهٔ قوی نیل شروع بانتظام عمل دارالطباعه کرده به قسمی کلمه مقصود خاطر ماست در ترتیب و تنظیم روزنامجات اهتمامات حسنه مرعی دارد. (شهر ذیحجه الحرام ۱۲۸۷)
در ادامهٔ این روند، در دیماه سال ۱۲۶۳ خورشیدی ادارهٔ سانسور زیر نظر وزارت انطباعات سلسلهٔ قاجار تأسیس شد. سانسور ادبیات، سینما و مطبوعات در دورهٔ پهلوی اول و دوم نیز ادامه یافت. پس از انقلاب اسلامی ۱۳۵۷، شورای عالی انقلاب فرهنگی در جلسه ۱۴۹ به تاریخ ۶۷/۲/۲۰ قانونی با نام اهداف، سیاستها و ضوابط نشر کتاب تصویب کرد. محمود احمدی‌نژاد، رئیس‌جمهور و رئیس شورای عالی انقلاب فرهنگی وقت، در جلسه ۶۶۰ مورخ ۸۹/۱/۲۴ این مصوبه را اصلاح کرد. طی این تغییرات، وضعیت هیئت نظارت برنشر کتاب شفافتر شد و فعالیت آن از سطح وزارت فرهنگ و ارشاد اسلامی به شورای عالی انقلاب فرهنگی تغییر پیدا کرد. همچنین با آغاز ریاست جمهوری محمود احمدی‌نژاد در سال ۱۳۸۴ حسین صفار هرندی، وزیر فرهنگ و ارشاد اسلامی جدید، اعلام کرد متن تمام کتب منتشره تا سال مذکور باید برای بازبینی دوباره و صدور مجوز جدید به وزارت فرهنگ و ارشاد اسلامی فرستاده شوند.

### انواع سانسور کتاب
سانسور و ممیزی در وزارت فرهنگ و ارشاد اسلامی، به گفتهٔ اود علی بابایی، مدیر مسئول انتشارات امید فردا، سه نوع و درجه دارد. نوع اول، به ممیزی نگارشی و ویرایشی می‌پردازد و کتاب‌هایی که ایرادات جزئی داشته باشند با رفع آن به زیر چاپ می‌روند. در این نوع از ممیزی، نداشتن مرجع در متون یا اصلاحات نگارشی، ویرایشی ایراد محسوب می‌شود.
نوع دوم ممیزی، سانسور محتوایی به شکل سطحی است و بعضی از کتاب‌ها در این مرحله بر اساس دستورالعمل ضوابط نشر مصوب سال ۸۹ شورای عالی انقلاب فرهنگی، اصلاحیه می‌خورد و برای اصلاح در اختیار ناشر و مؤلف قرار می‌گیرد تا بعد از اصلاح، برای بازبینی مجدد به شورا ارسال شود.
نوع سوم ممیزی، ممیزی محتوایی عمقی است. این درجه از اعمال سانسور شامل کتاب‌هایی می‌شود که به لحاظ محتوایی دارای ایرادات متعدد بوده و قابل رفع نیستند. در این گونه از سانسور، شورا کتاب را به کلی رد کرده، معلق یا غیرمجاز اعلام می‌کند.

### سانسور در حوزهٔ کودک و نوجوان
شورای عالی انقلاب فرهنگی در سال ۱۳۶۷ هیئت نظارت بر نشر کتاب‌های کودک و نوجوان را موظف به تنظیم آیین‌نامه‌ای برای نظارت بر چاپ کتاب‌های این حوزه کرد اما تا سال ۱۳۷۳ هیچ مقررات نوشته‌ای بر سانسور کتاب‌های کودک و نوجوان حاکم نبود. در سال ۱۳۷۳ این هیئت در وزارت فرهنگ و ارشاد اسلامی تأسیس شد و آیین‌نامه‌ای در خصوص هدایت، نظارت و حمایت در زمینهٔ کتاب‌های کودک و نوجوان و همچنین ضوابط چاپ و نشر آنها تدوین و تصویب کرد. تا سال ۱۳۸۹ سانسور و نظارت بر چاپ کتاب‌های حوزهٔ کودک و نوجوان و صدور مجوز انتشار زیر نظر ادارهٔ کتاب وزارت فرهنگ و ارشاد اسلامی صورت می‌گرفت و پس از آن مطابق مصوبهٔ اصلاحی ضوابط نشر کتاب، انتخاب نهایی و فعالیت اعضای این هیئت به شورای عالی انقلاب فرهنگی منتقل شد.

از میان موافقان سانسور در حوزهٔ ادبیات کودک، محمدرضا سرشار، نویسنده و پژوهشگر در سال ۱۳۷۷ نظرش در مورد مخالفان سانسور و دلیل ضرورت سانسور از دید خود را اینگونه برمی‌شمرد:
کُنه نظر کسانی که معتقدند نباید از سوی دولت نظارتی بر کتاب ـ کودک و نوجوان یا بزرگسالش فرق نمی‌کند ـ اعمال شود، به لیبرالیسم برمی‌گردد؛ زیرا این جهان‌بینی لیبرالی است که با ادعای آزادی‌خواهی بر آن است که کنترل و نظارت قانون و مجری آن، یعنی دولت، را بر شئون متفاوت زندگی افراد کشور تا آنجا که ممکن است کمرنگتر و کم‌اثرتر کند. که این تفکر، اگر به آن میدان داده شود، در نهایت، به کمتر از نوعی بی‌قانونی و بی‌نظارتی محض، که همان آنارشیسم است، رضایت نخواهد داد.

به عبارت روشنتر، طرفداران عدم نظارت بر فرآورده‌های فرهنگ، چه خود بدانند و چه ندانند، یا یک عده لیبرال مسلک‌اند یا سیاسی‌کارهایی که چون با هستهٔ اصلی نظام ما، یعنی دینی بودن آن، موافق نیستند، علی‌الحساب این نظر را مطرح و تبلیغ می‌کنند تا شاید بتوانند از راه کتاب و دیگر فرآورده‌های فرهنگی، اندیشه و جهان‌بینی مورد نظر خود را رواج دهند. اما یقین داشته باشید که همین‌ها اگر خدای ناکرده، روزی دری به تخته خورد و خودشان ادارهٔ کشور را در دست گرفتند، هرگز چنین آزادی‌هایی را برای مخالفان خود، مخصوصاً مذهبی‌ها، قائل نخواهند شد؛ یعنی در واقع، شعار آزادی قلم و بیان و امثال آن، برای اینها، جز حربه‌ای برای پیشبرد مقاصد خود تا سر حد نابودی این نظام و به دست گرفتن ادارهٔ کشور توسط خودشان نیست.
در حوزهٔ کتاب کودک و نوجوان دست‌کم تا سال ۱۳۷۷ تنها ناشران خصوصی ملزم به گرفتن مجوز ارشاد بوده‌اند و ناشران دولتی از جمله هفت ناشر بزرگ کانون پرورش فکری کودکان و نوجوانان، مدرسه، تربیت، سروش، زلال، امیرکبیر و حوزهٔ هنری نیازی به مجوز نداشته‌اند.
طبق مادهٔ پنج و شش مصوبهٔ اصلاحی ضوابط نشر کتاب، وزیر فرهنگ و ارشاد اسلامی موظف است از میان صاحبنظران و نویسندگان کتاب‌های کودکان و نوجوانان و اشخاص آگاه به مسائل تربیتی در اسلام، هیأتی با دست‌کم پنج عضو انتخاب و برای تصویب عضویت به شورای عالی انقلاب فرهنگی معرفی کند. زیر نظر این هیئت، متناسب با هر رشتهٔ تخصصی و کاری، کمیته‌ای از افراد صاحبنظر با تأیید شورای فرهنگ عمومی تشکیل می‌شود. این هیئت وظیفه دارد بر کتاب‌های کودک و نوجوان نظارت کند تا از حیث شکل و محتوا با فرهنگ اسلامی و ایرانی و اصول تربیتی منطبق باشد. این اصول به تفصیل در مادهٔ ۴ این مصوبه و در سه بخش دین و اخلاق، سیاست و اجتماع و حقوق و فرهنگ عمومی تعریف شده‌است.

## ترکیب اعضای هیئت نظارت بر کتاب کودک در دوره‌های مختلف
در جلسات هیئت نظارت بر کتاب کودک علاوه بر اعضا، وزیر فرهنگ و ارشاد اسلامی وقت و معاون امور فرهنگی این وزارتخانه نیز به‌طور منظم حضور دارند. اعضای این هیئت به انتخاب وزیر فرهنگ و ارشاد اسلامی و تأیید شورای عالی انقلاب فرهنگی انتخاب می‌شوند.
طبق مادهٔ ۹ مصوبهٔ اصلاحی ضوابط نشر کتاب، این هیئت می‌تواند کمیته‌های متعدد داوری برای بررسی و ارزیابی آثار تشکیل دهد. این آثار برای بررسی و ارزیابی به یکی از این کمیته‌ها به عنوان کمیتهٔ اولیه ارائه می‌شود. درصورتیکه پاسخ کمیتهٔ اولیه نسبت به انتشار اثری مساعد باشد، با اخذ تعهد کتبی از ناشر، مجوز چاپ داده می‌شود. اگر نظر مساعد نباشد، ناشر با ارائهٔ تعهد مبنی بر اعمال اصلاحات خواسته شده می‌تواند اثر را منتشر کند. اگر ناشر به رأی کمیتهٔ اولیه اعتراض داشته باشد، موضوع برای بررسی مجدد به کمیتهٔ دوم (موازی) ارائه می‌شود و پس از بررسی، در صورت تأیید نظر کمیتهٔ اولیه، ناشر باید اصلاحات ابلاغی را اعمال کند. اگر میان کمیته‌های اول و دوم اختلاف نظر وجود داشته باشد، موضوع به کمیتهٔ سوم برای بررسی و اظهارنظر نهائی ارائه می‌شود.

### دهه شصت و هفتاد خورشیدی
در دهه ۶۰ و ۷۰ صدور مجوز کتاب‌های کودکان به عهدهٔ اداره کتاب کودک وزارت ارشاد بود. در سال ۱۳۷۳ هیئت نظارت بر کتب کودک و نوجوان در وزارت فرهنگ و ارشاد اسلامی تأسیس شد و آیین‌نامه‌ای در خصوص هدایت، نظارت و حمایت در زمینهٔ کتاب‌های کودک و نوجوان و همچنین ضوابط چاپ و نشر آنها تدوین و تصویب کرد. از اعضای شورای پنج نفرهٔ نظارت بر کتاب کودک و نوجوان وزارت فرهنگ و ارشاد اسلامی در این دوره می‌توان به محمدرضا سرشار و شکوه قاسم‌نیا، شاعر حوزهٔ کودک و نوجوان اشاره کرد.
بنا بر مصوبه جلسه ۲۳۶ شورای فرهنگ عمومی مورخ ۷۵/۶/۵ شورای‌ فرهنگ‌ عمومی‌، صادق‌ آیینه‌وند ،احمد احمدی، زهرا احمدی‌ (از شورای‌ کتاب‌ کودک)، علی‌اصغر احمدی، محمدعلی‌ اردبیلی، جواد اژه‌ای، زهرا افشار، علیرضا برازش، سیمیندخت‌ بهزادپور، نصرالله‌ پورجوادی، احمد پورنجاتی، سیدرضا تقوی، رسول‌ جعفریان، محسن‌ چینی‌فروشان‌ (از شورای‌کتاب‌ کودک)، غلامعلی‌ حداد عادل، بهأالدین‌ خرمشاهی، سیدهادی‌ خسروشاهی، رضا داوری‌ اردکانی، حکیمه‌ دبیران، حسین‌ درگاهی، بهمن‌ دری‌ (از شورای‌ کتاب‌ کودک)، مصطفی‌ دلشاد تهرانی، ابراهیم‌ دینانی، محمد رجبی، مجتبی‌ رحماندوست، مصطفی‌ رحماندوست‌ (از شورای‌ کتاب‌ کودک)، جلال‌ رفیع، فاطمه‌ رمضانزاده‌ ،زهرا رهنورد، حسین‌ زرگری‌ نژاد، سیدمهدی‌ شجاعی‌ (از شورای‌ کتاب‌ کودک)، محمدرضا شرفی، علی‌اکبر صادقی‌ رشاد، عباسعلی‌ عمید زنجانی، امیرحسین‌ فردی‌ (از شورای‌ کتاب‌ کودک)، حسین‌ غفاری، علی‌ قائمی، محمود گلزاری، سیدسعید لواسانی، جواد محدثی، مصطفی‌ محقق‌ داماد، علیرضا مختارپور، احمد مسجدجامعی، علی‌ مطهری، مهدی‌ مظاهری، عبدالحسین‌ معزی، مسیح‌ مهاجری، حسین‌ میرمحمدصادقی، عبدالله‌ ناصر طاهری، حسین‌ نمازی، فریدون‌ وردی‌ نژاد به عنوان اعضای هیأت‌ نظارت‌ بر کتاب‌ و نیز کتاب‌ کودکان‌ انتخاب شدند. 

### دهه هشتاد خورشیدی
در سال ۱۳۸۱در دورهٔ وزارت احمد مسجدجامعی برای نخستین‌بار جلسهٔ هیئت نظارت بر کتاب کودک و نوجوان به‌طور رسمی تشکیل شد. بنا بر اعلام سایت رسمی دبیرخانه شورای فرهنگ عمومی، اعضای این هیئت در فاصله سال‌های ۱۳۸۲ تا ۱۳۸۴ شامل حسین ابراهیمی الوند، محمدرضا بایرامی، مهدی حجوانی، محمدرضا دادگر، حسین فتاحی، سیدعلی کاشفی خوانساری و مهنوش مشیری بوده‌است. حجت‌الاسلام مظفر سالاری، محمدعلی شعاعی و مهدی ارگانی نیز از اعضای تکمیلی هیئت بوده‌اند. و در جلسهٔ ۳۸۵ مورخ ۸۲/۱۰/۳۰ این شورا فریدون عموزاده خلیلی به عنوان نماینده شورای فرهنگ عمومی در هیئت نظارت بر کتاب کودک و نوجوان در هیئت نظارت بر کتاب کودک معرفی شده‌است.
به نقل از خبرگزاری دانشجویان ایران، ایسنا، مصطفی رحماندوست، زهرا احمدی، محسن چینی‌فروشان و حجت‌الاسلام محمدرضا حشمتی نیز از اعضای این هیئت در این دوره بوده‌اند. در سال‌های بعد و در دوره وزارت محمدحسین صفار هرندی، هیئت نظارت بر کتاب کودک با ترکیب مصطفی رحماندوست، سیدعلی کاشفی خوانساری، محسن چینی‌فروشان و حسین فتاحی، محسن پرویز، مجید حمیدزاده، محمدرضا سرشار، احمد عربلو، بابک نیک‌طلب، جعفر ابراهیمی شاهد، حجت‌الاسلام محمدحسن راستگو و امیرحسین فردی در دولت نهم به کار خود ادامه داده‌است.

### دهه نود خورشیدی
در دوره وزارت علی جنتی(۱۳۹۵–۱۳۹۲) از افرادی چون مصطفی رحماندوست، علیرضا حاجیان‌زاده، سیدعلی کاشفی خوانساری، محمدرضا وصفی، ابراهیم حسن‌بیگی، سیدمهدی شجاعی، مهدی حجوانی، سپیده خلیلی، علی‌اصغر سیدآبادی، مهدی ارگانی، محسن چینی‌فروشان، محسن مؤمنی، افشین علاء، سیدصادق موسوی، حجت‌الاسلام محمدحسن راستگو، حجت‌الاسلام محمدرضا حشمتی، محمدعلی بنی‌اسدی، محسن پرویز، زهرا زواریان، زهرا احمدی، علی‌اکبر اشعری، منوچهر اکبرلو، حجت‌الاسلام عبدالله حسن‌زاده، سیدعلی‌محمد رفیعی و حمیدرضا شاه‌آبادی برای عضویت در هیئت نظارت بر کتاب کودک دعوت شده‌است.

### از آغاز سال ۱۴۰۰ خورشیدی
محسن پرویز، محمدحسین صلواتیان، جواد محقق، محمدرضا سرشار، مظفر سالاری، محسن چینی‌فروشان و مهدی کاموس در تاریخ ۱۴۰۰/۱۰/۲۸ به پیشنهاد محمدمهدی اسماعیلی وزیر فرهنگ و ارشاد اسلامی به شورای عالی انقلاب فرهنگی، به عنوان اعضای هیئت نظارت بر ضوابط نشر کتاب‌های کودکان و نوجوانان انتخاب شدند.

### نوع فعالیت‌ها
محمدرضا سرشار (رضا رهگذر) از سال‌های ۱۳۷۰ تا ۱۳۷۵ عضو هیئت نظارت بر کتاب‌های کودک و نوجوان در وزارت فرهنگ و ارشاد اسلامی بوده‌است. سید علی کاشفی خوانساری از ۱۳۸۱ تا ۱۳۸۹ عضو هیئت نظارت بر نشر کتاب کودک و نوجوان و از سال‌های ۱۳۸۱ تا ۱۳۸۴ دبیر هیئت نظارت بر نشر کتاب کودک و نوجوان بوده‌است.
حجت‌الاسلام مظفر سالاری دو دوره عضو هیئت نظارت بر کتاب کودک و نوجوان بوده‌است و از سال ۱۳۸۳ با عنوان عضو هیئت نظارت بر کتاب کودک و نوجوان، در تدوین آیین‌نامه نظارت، همکاری داشته‌است. محسن چینی‌فروشان، بهمن دری، محمد میرکیانی، امیرحسین فردی و جواد محقق ۲۰ اردیبهشت ۱۳۹۰ از سوی شورای عالی انقلاب فرهنگی به عنوان اعضای هیئت نظارت بر کتاب کودکان انتخاب و معرفی شدند. این هیئت در اولین جلسه کاری خود سانسور گزیده کتاب‌های کلاسیک را طبق آیین‌نامه کتاب‌های کودک و نوجوان به تصویب رساند و دربارهٔ تصویرگری کتب دینی در حوزه کودکان و نوجوانان نیز تصمیماتی در این جلسه اتخاذ شد.
به نقل از بهمن دری معاون امور فرهنگی وزیر ارشاد، مصطفی رحماندوست تا سال ۱۳۹۰به مدت سی سال و در تمام دوره‌های وزارت فرهنگ و ارشاد اسلامی در هیئت نظارت بر چاپ کتاب کودک و نوجوان عضو بوده‌است. محسن چینی‌فروشان، جواد محقق، حجت‌الاسلام مظفر سالاری، حجت‌الاسلام عبدالله حسن‌زاده و مهنوش مشیری در بهمن ۱۳۹۲ از سوی شورای عالی انقلاب فرهنگی به عنوان اعضای هیئت نظارت بر نشر کتاب کودک و نوجوان معرفی شدند.
علی‌اصغر سیدآبادی، مشاور وزیر ارشاد در امور برنامه‌ریزی دولت حسن روحانی از دبیران هیئت نظارت بر کتاب کودک بوده‌است. هادی خورشاهیان در سال ۱۴۰۰ مسئول واحد نظارت بر ضوابط نشر کتب کودک و نوجوان در وزارت ارشاد بوده‌است. مریم سقلاطونی از دیگر اعضای هیئت نظارت بر کتاب کودک و نوجوان بوده‌است.

## خودسانسوری
سانسور همیشه از سوی حکومت یا سازمان‌های خاص اعمال نمی‌شود، بلکه فشار وارده بر اهالی نشر از سوی حکومت یا سازمان‌های خاص حکومتی نیز آنان را وادار به خودسانسوری می‌کند و شاعران، نویسندگان، تصویرگرانو مترجمان و ناشران کتاب‌های کودک و نوجوان با خودسانسوری یا دست بردن در متن کتب خارجی و معتدل کردن آن، گاه در این فرایند نقش دارند. طبیعتاً این مسئله به خصوص در حوزهٔ تألیف به خلاقیت نویسندگان ضربه می‌زند و رقابت با آثار ترجمه را مشکل‌تر می‌کند.

از میان نویسندگان حوزهٔ کودک و نوجوان، علی اشرف درویشیان به گفتهٔ علیرضا زرگر، بنیانگذار جایزهٔ ادبی مهرگان ادب، از مخالفان جدی سانسور بوده‌است. این نویسندهٔ کودک و عضو کانون نویسندگان ایران همواره نسبت به محدودیت‌های نویسندگان اعتراض داشت و پس از انقلاب ۱۳۵۷ نیز آثارش مورد سانسور قرار گرفت. او در مصاحبه‌ای با علی کاکاوند به خاطره‌ای از حضورش در مراسم شب شعری در دانشگاه کرمانشاه اشاره می‌کند. او خطاب به مسئولین دانشگاه گفته بود:
شما خیال کردید کتاب‌های مرا سانسور کنید می‌آیند کتاب‌های شما را می‌خوانند؟ نه، ملتی که به سانسور عادت کند نه کتاب شما را می‌خواند، نه کتاب من را.
به گفتهٔ مصطفی رحماندوست عشق از موضوعاتی است که به دلیل خودسانسوری نویسندگان و شاعران کمتر در کتاب‌های نوجوان به آن پرداخته می‌شود و این مسئله باعث می‌شود نویسندگان در آثارشان دربارهٔ عشق ننویسند. از سوی دیگر، نویسندگان کتاب‌های دینی برای حوزهٔ کودک نیز به گفتهٔ ابراهیم حسن‌بیگی، نویسندهٔ کودک و نوجوان، به دلیل وجود سانسور از طرف مدیران فرهنگی و به دلیل برداشت‌های متفاوت از سوی برخی از روحانیون با خودسانسوری مواجه هستند و گاه این موضوع باعث شده نویسندگان آثار دینی، از کار خود دست بکشند.

## نمونه‌هایی از سانسور در کتاب‌های کودک و نوجوان

تصویر روی جلد کتاب ریاضی سوم دبستان سال ۱۳۹۹ و پیشتر. و حذف دختران

تصویری از کتاب فارسی مقطع سوم ابتدایی در سال ۱۳۹۷ و ۱۳۹۹ و ریش دار شدن تصویر مرد

سانسور در کتاب‌های کودک و نوجوان در سال‌های پس از انقلاب ۱۳۵۷ در کتاب‌های درسی و غیردرسی به یکسان اعمال شده‌است.
- کتاب‌های کمیک‌استریپ بعد از انقلاب ۵۷ دست‌کم تا سال ۱۳۷۷ در ایران اجازهٔ چاپ نداشته‌اند.[۲]
- محمدرضا سرشار از ممنوع بودن چاپ کتاب‌های کارتونی (فوتو رمان) در زمان عضویت خود در شورای عالی نظارت بر کتاب کودک و نوجوان خبر داده‌است.[۱۱]
- سال ۱۳۹۰ انتشارات پیدایش از اعمال سانسور در چاپ هشتم یکی از کتاب‌های کلاسیک نوجوان خود که بازنویسی خسرو و شیرین نظامی است خبر داد. در این اصلاحیه مصرع «چو مست از جام می نگذاشت باقی» و همچنین موضوعاتی چون به خلوت رفتن، آغوش، گرفتن دست و از اینگونه موارد باید حذف می‌شد.[۳۹]
- علی تجدد، تصویرگر کتاب‌های کودک در مصاحبه با بخش فارسی یورونیوز در سال ۱۳۹۷ از خواست وزارت ارشاد برای حذف تصویر سگ در نماهای داخلی کتاب کودکش گفته‌است و از اعمال سلیقهٔ این نهاد در نوع تصویرگری زنان مانند پوشش، تصویر بدن و آرایش شخصیت‌های زن و همچنین نوع لباس و طرز نشستن و خوابیدن «کودک تصویر شده در داستان‌هایش» خبر داده‌است.[۳۳]
- سال ۱۳۹۸ شماری از جملات در متن مربوط به «جنایات تاریخی روسیه در ایران» در کتاب درسی فارسی ۲ پایهٔ یازدهم دوره دوم متوسطه حذف یا اصلاح شده‌است. بنا بر گزارشی که یورو نیوز منتشر کرده در این تغییرات حملات «روس‌ها» به حملات «سپاه روس» تغییر داده شده‌است. همچنین برخی عبارات از جمله: «تبریز، این شهر کهن، مرکز فرماندهی خطَ مقدَمِ دفاع در برابر دست‌درازی‌های همسایهُ شمالی ایران، یعنی روسیه بود»، «روسیه چشم طمع بر آذربایحان دوخته‌بود.» و «نگاه فزون‌خواهانه و دهشتبار روس‌ها به فراتر از این‌ها دوخته‌شده‌بود.» در چاپ جدید حذف شده‌اند. برخی از عبارت‌ها نیز مانند «دیری نگذشت پرچم روس‌ها در خاک آغشته به خون بی‌گناهان به اهتزاز درآمد.» در چاپ جدید به این صورت تغییر کرده‌است: «دیری نگذشت که این منطقه به تصرف سپاه روس درآمد.» حسن ملکی معاون وقت سازمان پژوهش و برنامه‌ریزی آموزشی وزارت آموزش و پرورش با تأیید خبر، هدف این تغییرات را تعدیل حجم کتاب درسی عنوان کرد و ارتباطش با «تطهیر روسیه» را رد کرد.[۴۰]
- در کتاب عربی پایهٔ یازدهم چاپ سال ۱۳۹۹ تصویر مقبرهٔ کوروش هخامنشی حذف شده‌است.[۴۱]
- سال ۱۳۹۹ تصویر دختران از روی کتاب ریاضی سوم دبستان حذف شد. تصویر روی جلد این کتاب درسی، پسرانی را پای درختی نشان می‌دهد. در تصویر روی جلد سال‌های قبل از آن دختران نیز در کنار پسران حضور دارند. وزارت آموزش و پرورش در واکنش به انتقادات، دلیل این تغییر را شلوغی تصویر و سعی در خلوت کردن آن عنوان کرد.[۴۲]
- مقایسهٔ کتاب فارسی مقطع سوم ابتدایی منتشر شده در سال‌های ۱۳۹۷و ۱۳۹۹نشان می‌دهد مرد نقاشی‌شده در تصویری از کتاب «ریش‌دار» شده‌است.[۴۲]
- به نقل از غلامعلی رجایی وزارت ارشاد در سال ۱۳۹۹برای کتاب کودکی با نام سارا و اردکش از نشر پنجره دستور برداشتن صفحات سفید و نیز تبدیل یکی از شخصیت‌های مرد به زن را داده‌است.[۴۳]
- در مورد کتاب‌های کودک و نوجوان ترجمه شده نیز وزارت فرهنگ و ارشاد اسلامی نسبت به وجود بعضی از حیوانات در داستان‌ها حساسیت نشان می‌دهد. مسعود ناصری، عضو هیئت مدیرهٔ شورای کتاب کودک در سال ۱۳۹۸ از اعمال سانسور در کتاب‌ها در صورت وجود حیواناتی مانند سگ و خوک در متن داستان‌ها خبر داده‌است.[۴۴]
- در کتاب مطالعات اجتماعی پایه هفتم چاپ ۱۴۰۰، بخش تاریخ ایران باستان و درس مربوط به سلسله هخامنشی، بند مربوط به ویژگی‌های کورش کبیر حذف شده‌است.[۴۵]